# Мейтланд, Уильям
Уильям Мейтланд из Летингтона (англ. William Maitland of Lethington; 1525 — 9 июня 1573 года) — крупный шотландский государственный деятель середины XVI века, государственный секретарь в период правления королевы Марии Стюарт.

## Биография
Уильям Мейтланд начал свою карьеру в период регентства Марии де Гиз. Он неоднократно участвовал в международных переговорах, затрагивающих интересы шотландского королевства. С началом в 1559 года протестантской революции Мейтланд, ещё в середине 1550-х годов попавший под влияние Джона Нокса, присоединился к восставшим и стал одним из инициаторов обращения за помощью к Англии. Английская интервенция обеспечила победу протестантов и окончание французского доминирования в Шотландии.
Победа революции вывела Мейтланда на первые места в государственной администрации. Он в значительной степени стал определять внешнюю политику страны. После возвращения в Шотландию Марии Стюарт в 1561 году Мейтланд сохранил свои позиции и вместе с графом Мореем взял на себя функции управления страной именем молодой королевы. Краеугольным камнем внешнеполитической доктрины Мейтланда был как можно более тесный союз Шотландии и Англии. Для этого было необходимо, чтобы Елизавета I, королева Англии, признала права наследования Стюартами английского престола, а Мария, королева Шотландии, отказалась от претензий на английскую корону при жизни Елизаветы. С целью убедить королеву Англии пойти навстречу Шотландии, Мейтланд инициировал переговоры о браке Марии Стюарт с Доном Карлосом, инфантом Испании. Обеспокоенная угрозой испано-шотландского блока Елизавета I была практически согласна признать Марию своей наследницей в случае её отказа от этого союза. Однако переговоры сорвались, а поспешный брак Марии Стюарт и Генри, лорда Дарнли, в 1565 году полностью сорвал внешнеполитические построения Мейтланда. Он был вынужден уйти в отставку.
Позднее Мейтланд примирился с Марией Стюарт и, возможно, участвовал в заговоре против её мужа, лорда Дарнли, убитого при подозрительных обстоятельствах в феврале 1567 года. Это убийство в конечном счёте привело к свержению королевы. Мейтланд вошел в состав правительства графа Морея, назначенного регентом после изгнания Марии Стюарт, и принял участие в расследовании обстоятельств смерти Дарнли, инициированного английской королевой Елизаветой I. Несмотря на то, что Мейтланд представлял интересы регента Морея, его симпатии были на стороне Марии.
После убийства в 1570 году Морея и начала гражданской войны в Шотландии Мейтланд открыто встал на сторону «партии королевы». Новый регент Шотландии граф Леннокс приказал арестовать Мейтланда, однако тот укрепился в Эдинбурге. К 1573 году сторонники королевы Марии (герцог де Шателеро, графы Хантли и Аргайл) постепенно сложили оружие или примирились с правительством. Последним оплотом «партии королевы» стал Эдинбург. Для его осады были призваны английские войска, которым после 11-дневного артиллерийского обстрела удалось 28 мая 1573 год взять штурмом крепость. Мейтланд был арестован, приговорён к казни и умер в тюрьме, возможно, покончив жизнь самоубийством.